# Solanum stoloniferum
Espèce
Solanum stoloniferum est une espèce de plantes herbacées tubéreuses de la famille des Solanaceae. Cette espèce, vivace par ses tubercules, est originaire du Sud des États-Unis et du nord du Mexique. Elle est apparentée à la pomme de terre cultivée et est comme celle-ci tétraploïde (2n = 4x = 48).
Toutes les parties de la plante sont toxiques car elles contiennent un taux élevé de glycoalcaloïdes, dont la solanine, en particulier les fruits mûrs. Les tubercules sont comestibles dans certaines conditions.
C'est avec Solanum jamesii l'une des deux seules espèces de pommes de terre sauvages des États-Unis.
Synonyme : Solanum fendleri  Gray ex Torr.

## Distribution
L'aire de distribution de cette espèce se situe dans le nord de la zone de diffusion des solanées tubéreuses de la section Petota du genre Solanum. Elle correspond au sud-ouest des États-Unis (Nouveau-Mexique, Texas et Arizona), ainsi qu'au centre et au nord du Mexique.

## Utilisation
Comme les autres espèces de solanées tubéreuses, Solanum jamesii appartient au pool génique de la pomme de terre et peut être utilisée pour l'introgression dans des variétés cultivées de gènes intéressants. L'espèce peut s'hybrider avec Solanum tuberosum dans des conditions contrôlées en laboratoire. Notamment un gène de résistance au virus Y provenant du chromosome XII de Solanum stoloniferum a été introgressé dans des cultivars polonais et allemands. L'espèce présente aussi une résistance (antixénose) à diverses espèces de pucerons vecteurs de viroses, dont Myzus persicae et Macrosiphum euphorbiae.
Les tubercules sont comestibles malgré leur teneur en solanine qui leur donne amertume et astringence. Les Amérindiens les consomment cuits (bouillis) ou  crus  ; dans ce cas, une bouchée d'argile blanche permet de contrecarrer l'effet astringent de la pomme de terre.